# Stephen Gravesend
Stephen Gravesend, né aux alentours de 1260 et mort le 8 avril 1338, est un important ecclésiastique anglais, devenu évêque de Londres. Élu à l'évêché de Londres en 1318, son épiscopat est surtout marqué par son respect scrupuleux des bulles du pape Jean XXII. Gravesend se révèle un solide partisan du roi Édouard II durant son règne difficile et le conseille régulièrement, notamment lorsque le roi doit faire face à une rébellion en 1321.
Malgré la chute d'Édouard II, Stephen Gravesend lui reste inflexiblement fidèle et conteste sa déposition par le Parlement en 1327. Il soutient plusieurs rébellions contre le nouveau régime contrôlé par Isabelle de France et Roger Mortimer. Se retirant des affaires politiques après la prise du pouvoir par Édouard III en 1330, l'évêque se consacre aux affaires de son diocèse et meurt en 1338.

## Biographie

### Origines, élection au diocèse de Londres et activités religieuses
Stephen Gravesend naît à une date incertaine, peut-être vers 1260. Il est peut-être le fils d'un même Stephen Gravesend, qui est chevalier. Même si on dispose de peu d'informations sur sa famille, on sait en revanche que son oncle Richard est évêque de Londres entre 1280 et 1303 et que son parent — peut-être son cousin — Richard Grene est trésorier de la cathédrale Saint-Paul de Londres. La famille de ce dernier est propriétaire du domaine de Parrocks à Milton, près de Gravesend : le domaine appartiendra ultérieurement à Stephen. Stephen Gravesend étudie vraisemblablement à l'Université d'Oxford et achève ses études avec une maîtrise. Très tôt sous-diacre, il est nommé recteur de Stoke Hammond, dans le diocèse de Lincoln, le 22 juin 1278. Vers 1291, il reçoit un bénéfice à la cathédrale Saint-Paul et un autre à Stepney dans le Middlesex. En 1306, il est autorisé à quitter ses fonctions trois ans pour étudier à l'Université de Paris.
Le 24 août 1318, l'évêque de Londres Richard Newport meurt subitement. Le 11 septembre suivant, Stephen Gravesend est élu évêque du diocèse de Londres par le chapitre de la cathédrale Saint-Paul. Il n'est pas impossible que son élection ait eu lieu grâce à l'influence de sa famille, très présente dans les affaires de l'évêché depuis les années 1280. Le roi Édouard II approuve rapidement la décision du chapitre et lui remet dès le 6 novembre les temporalités de son diocèse. En revanche, les relations de Stephen Gravesend avec Walter Reynolds, archevêque de Canterbury, ne sont guère cordiales et Reynolds refuse initialement de consacrer Gravesend. L'archevêque est finalement convaincu de changer d'avis par les comtes de Pembroke et de Hereford, de sorte qu'il consacre Gravesend évêque à Canterbury le 14 janvier 1319. Le 30 septembre suivant, l'intronisation de Gravesend a lieu en la cathédrale Saint-Paul.
Le registre des documents du mandat épiscopal de Stephen Gravesend n'est conservé que par fragments, mais on dispose de plusieurs informations. Même après son intronisation, l'évêque de Londres poursuit son conflit avec l'archevêque de Canterbury. En 1320, il tente sans succès d'empêcher l'archevêque de visiter son diocèse. Mais, en dépit des tensions entre les deux prélats, il continue à exercer consciencieusement son poste de doyen de la province ecclésiastique de Canterbury. Entre 1319 et 1322, Gravesend participe à l'élévation de plusieurs membres du clergé anglais par le pape Jean XXII. En outre, il applique strictement pendant son épiscopat les nombreuses bulles papales. Ainsi, le 16 juillet 1329, il publie une bulle du pape à la cathédrale Saint-Paul, dans laquelle l'empereur Louis IV et l'antipape Nicolas V sont excommuniés. De 1334 à 1335, l'évêque de Londres est vicaire général de Jean de Stratford, devenu archevêque de Canterbury.

### Carrière politique sous Édouard II
Au cours du Parlement qui se tient à Westminster en octobre 1320, Stephen Gravesend et Rigaud d'Assier, évêque de Winchester, sont chargés de tenter un rapprochement politique entre le roi Édouard II et son opposant, le comte de Lancastre. À cet effet, des bulles papales leur sont remises, ordonnant au roi Robert Ier d'Écosse de faire la paix avec l'Angleterre et appelant à une réconciliation entre Édouard et Lancastre. Le 16 novembre 1320, Gravesend participe à la consécration de Rigaud d'Assier comme évêque de Winchester à St Albans, mais il tombe gravement malade par la suite, de sorte qu'il ne peut remplir la mission que lui a confiée la bulle. Il ne revient à Westminster que le 6 février 1321. Pendant la guerre des Despenser, en août 1321, il est l'un des évêques qui servent de médiateurs entre le roi et les seigneurs des Marches galloises, avant d'accompagner le comte de Pembroke lorsque ce dernier persuade Édouard d'exiler son favori Hugues le Despenser. 
Malgré l'exil du favori, les tensions restent palpables entre le roi et les insurgés. Dès octobre 1321, Édouard riposte en assiégeant le château de Leeds, contrôlé par le rebelle Bartholomew de Badlesmere. Certains des rebelles, dont Roger Mortimer, envisagent d'aller soutenir Badlesmere, mais le comte de Pembroke, l'archevêque Reynolds et Stephen Gravesend se rendent à leur rencontre à Kingston upon Thames et les persuadent de ne pas tenter de s'opposer à leur souverain. Les trois envoyés assurent les rebelles qu'ils vont demander au roi de lever le siège et de résoudre le conflit par le biais d'un Parlement, mais les forces d'Édouard II conquièrent rapidement Leeds. La reprise de l'avantage militaire par le roi lui permet de demander le retour de son favori. De ce fait, Stephen Gravesend est l'un des quatre évêques qui se rendent à Canterbury le 1er décembre pour assister à un synode convoqué par Walter Reynolds qui autorise le retour de Despenser.
Gravesend soutient moralement le roi pendant la fin du conflit, qui s'achève par la défaite du comte de Lancastre à la bataille de Boroughbridge en mars 1322 et son exécution. Pourtant, le comte est rapidement vénéré comme un martyr par les opposants du roi, mais aussi par une certaine partie du peuple. Les marques d'hommage à Lancastre apparaissent rapidement, dont à la cathédrale Saint-Paul de Londres, où une fresque murale réalisée quelques années auparavant à l'instigation du comte salue la proclamation des Ordonnances en ce lieu le 27 septembre 1311. Des bougies sont d'ailleurs allumées devant la fresque pour le comte de Lancastre, ce qui suscite la colère d'Édouard II. Le roi se plaint de ces actions auprès de Stephen Gravesend. Cependant, la fresque n'est pas immédiatement effacée. Par conséquent, l'évêque et les membres du chapitre de la cathédrale sont harcelés par les juges royaux avant d'obtempérer.

### Rôle au cours de la chute d'Édouard II
Malgré la brève colère du roi, Stephen Gravesend maintient son soutien envers Édouard II et Hugues le Despenser lorsque la reine Isabelle et son allié Roger Mortimer débarquent avec de modestes forces en Angleterre le 24 septembre 1326, afin de renverser le régime oppressif du roi et de son favori. Londres bascule rapidement dans l'anarchie. Les 13 et 14 octobre, Gravesend participe à une réunion de prélats tenue à Lambeth à laquelle sont présents Walter Reynolds, archevêque de Canterbury, Jean de Stratford, évêque de Winchester, Walter de Stapledon, évêque d'Exeter, Hamo Hethe, évêque de Rochester, et Thomas Cobham, évêque de Worcester. Avec Stratford et Reynolds, il lit la bulle papale de 1320 et s'en sert contre les envahisseurs. Gravesend se porte ensuite volontaire avec Stapledon pour restaurer l'ordre dans la capitale et essayer d'y ramener le calme. 
Le 15 octobre, après l'assassinat de Walter de Stapledon par une foule furieuse, la panique s'empare des prélats présents au sein de la capitale. Stephen Gravesend échappe de peu à la mort et prend la fuite vers un lieu inconnu, peut-être auprès d'Hamo Hethe dans le diocèse de Rochester. On pense qu'il demeure en dehors de son diocèse pendant les mois qui suivent, en attendant que la colère des Londoniens s'éteigne et que la reine Isabelle et Roger Mortimer, désormais les nouveaux maîtres du royaume depuis qu'ils ont capturé le roi Édouard et Hugues le Despenser le 16 novembre, y restaurent l'ordre. Le 3 décembre, Stephen Gravesend est convoqué pour assister au Parlement, ouvert le 7 janvier 1327 en l'absence d'Édouard II, alors incarcéré au château de Kenilworth, et pendant lequel le sort du souverain — roi de plein droit malgré son emprisonnement — doit être discuté.
Initialement, en raison de son statut de doyen de la province ecclésiastique de Canterbury, Stephen Gravesend convoque pour le 16 janvier 1327 une réunion des prélats de cette province dans la cathédrale Saint-Paul, afin d'y accorder une aide financière au pape Jean XXII dans sa lutte contre l'empereur Louis IV. Cette réunion est finalement annulée à cause de la session parlementaire. Le 13 janvier, alors que la déchéance d'Édouard II est prononcée par le Parlement, la décision est courageusement contestée par William Melton, archevêque d'York, Hamo Hethe, évêque de Rochester, John Ross, évêque de Carlisle, et Stephen Gravesend. Pourtant, il accepte d'assister au couronnement du jeune Édouard III le 1er février suivant et y joue un rôle actif, puisqu'avec l'évêque Jean de Stratford, il tient la couronne au-dessus de la tête du nouveau monarque, en raison de son énorme poids.

### Carrière politique sous Édouard III et mort
Malgré l'avènement d'Édouard III, le pouvoir demeure en réalité entre les mains d'Isabelle et de Roger Mortimer. Stephen Gravesend est conscient de cette situation et rejoint progressivement les rangs de l'opposition. Lorsque le nouveau comte de Lancastre refuse de participer au Parlement tenu à Salisbury en octobre 1328, les évêques Gravesend et Stratford tentent de le persuader de s'y rendre. En décembre, Gravesend rencontre Simon Mepeham, le nouvel archevêque de Canterbury, et plusieurs barons à Londres pour critiquer Mortimer. En janvier 1329, au cours de l'affrontement armé entre Mortimer et Lancastre dans les Midlands, les prélats Mepeham et Gravesend tentent de jouer le rôle de médiateurs et obtiennent que Lancastre doive seulement payer une très lourde amende pour sa rébellion. Stephen Gravesend reçoit peu après la garde de l'ancien maire Hamo de Chigwell, qui vient d'être sauvé de l'exécution.
Après l'échec de la rébellion de Lancastre, la rumeur selon laquelle Édouard II serait toujours en vie, malgré l'annonce de sa mort en captivité en septembre 1327, se répand dans la capitale. Le comte de Kent organise un complot visant à délivrer et restaurer sur le trône le roi déchu. Plusieurs personnalités ecclésiastiques apportent leur soutien à la conspiration, dont l'évêque Gravesend. Mais le complot est démasqué par Mortimer en mars 1330 et le comte de Kent est exécuté pour haute trahison, tandis que l'évêque de Londres est arrêté et interrogé par le juge royal Henry le Scrope au mois d'avril pour son rôle dans la conspiration. Étonnamment, il est peu après libéré et blanchi de toute accusation. Finalement, après avoir fait arrêter Isabelle et Roger Mortimer le 19 octobre 1330, le roi Édouard III fait abandonner les accusations contre les participants de la conspiration de Kent. L'implication de Stephen Gravesend dans la politique du royaume prend fin à cette date.
Même s'il sort brièvement de sa retraite le 24 août 1335 et le 3 janvier 1337 pour présider les réunions du conseil royal en tant que représentant du roi à Londres, Stephen Gravesend ne s'intéresse visiblement plus aux affaires extérieures à son évêché, sans doute en raison de son âge. L'évêque de Londres meurt le 8 avril 1338 au rectorat de Bishop's Stortford dans le Hertfordshire. Le roi Édouard III et deux cardinaux assistent à ses funérailles, célébrées par l'archevêque Jean de Stratford le 27 avril suivant dans la cathédrale Saint-Paul. Dans son testament, Stephen Gravesend demande que des messes pour le salut de son âme, de celle de son oncle Richard et de celle du roi soient célébrées dans la cathédrale. Sa vaste bibliothèque, qui contient également de nombreux ouvrages d'Aristote et d'autres travaux sur la logique, la théologie et la philosophie naturelle, est léguée à trois collèges à Oxford, dont le Merton College.